# U 26 (U-Boot, 1914)
U 26 war ein U-Boot, das für die deutsche Kaiserliche Marine gebaut wurde.

## Bau und Indienststellung
Das Boot war ein sogenanntes Zweihüllenboot, welches als Hochseeboot in einem Amtsentwurf konzipiert wurde. Der Auftrag zum Bau dieses U-Bootes wurde am 18. März 1911 Germaniawerft in Kiel erteilt. Am 31. Mai 1912 wurde es auf Kiel gelegt und der Stapellauf erfolgte am 16. Oktober 1913. Die Indienststellung erfolgte am 20. Mai 1914 unter dem Kommando von Kapitänleutnant Egenolf von Berckheim.

## Technik
Das U-Boot war 64,7 m lang, 6,32 m breit und hatte einen Tiefgang von 3,45 m sowie eine Verdrängung von 669 Tonnen über und 864 Tonnen unter Wasser. Die Besatzung bestand aus 35 Mann, wovon vier Offiziere waren. Die Maschinen für die Überwasserfahrt waren zwei Sechs-Zylinder-Zweitakt Dieselmotoren mit zusammen 1.324 kW (1.800 PS) und wurden auf der Germaniawerft in Kiel gebaut. Zur Unterwasserfahrt kamen zwei SSW-Doppel-Modyn-Elektromotoren mit 883 kW (1.200 PS) zum Einsatz. Damit waren Geschwindigkeiten von 16,7 kn (über Wasser) bzw. 10,3 kn (unter Wasser) möglich. Der Aktionsradius betrug bis zu 9910 NM bei Überwasserfahrt. Bei getauchter Fahrt mit 5 kn wurden 85 NM erreicht bei einer maximalen Tauchtiefe von 50 Meter. Als Höchstgeschwindigkeit in aufgetauchter Fahrt werden 16,7 kn angegeben, getaucht 10,3 kn. Die sechs mitgeführten Torpedos konnten über zwei Bug- und zwei Heckrohre verschossen werden, ebenso war ein 8,8-cm-Geschütz eingebaut, welches ab 1916 durch ein weiteres 8,8-cm-Geschütze ergänzt wurde.

## Einsätze und Verbleib

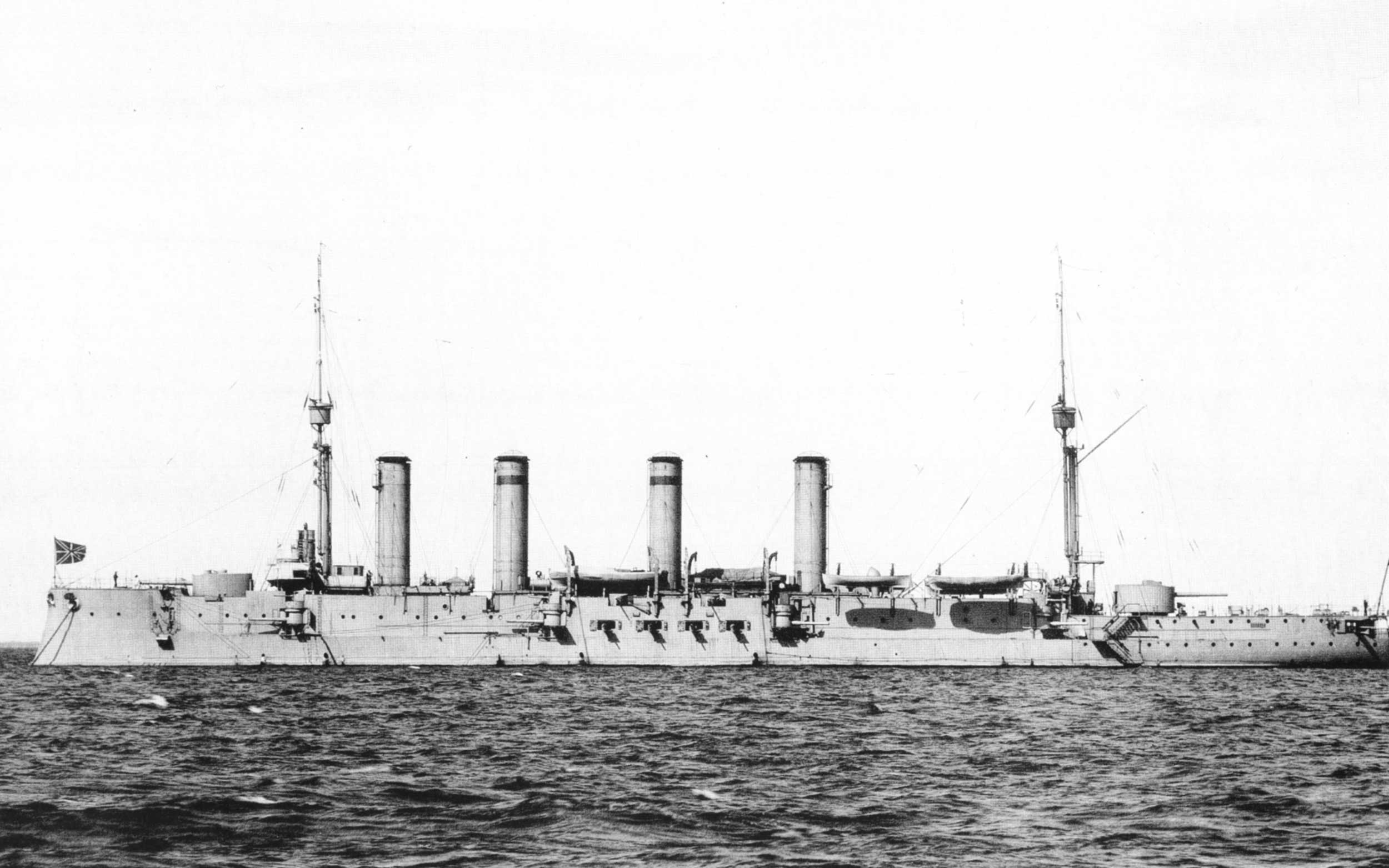
Russischer Panzerkreuzer Pallada

Nach Kriegsbeginn wurde es in der Ostsee gegen die russische Marine eingesetzt. Dort nahm es als eines von mehreren zur Sicherung der deutschen Seestreitkräfte eingesetzten U-Booten im August 1914 am Vorstoß in die Rigaer Bucht teil.
U 26 hatte insgesamt 15 Feindfahrten, auf denen es zwei Handelsschiffe mit einer Gesamttonnage von 2.849 BRT versenkte. Nach anderen Quellen war es eine Fahrt, bei der fünf Schiffe mit einer Gesamttonnage von 15.075 BRT versenkt wurden, darunter drei Handelsschiffe (Fråck, Petshora und Zemlya).

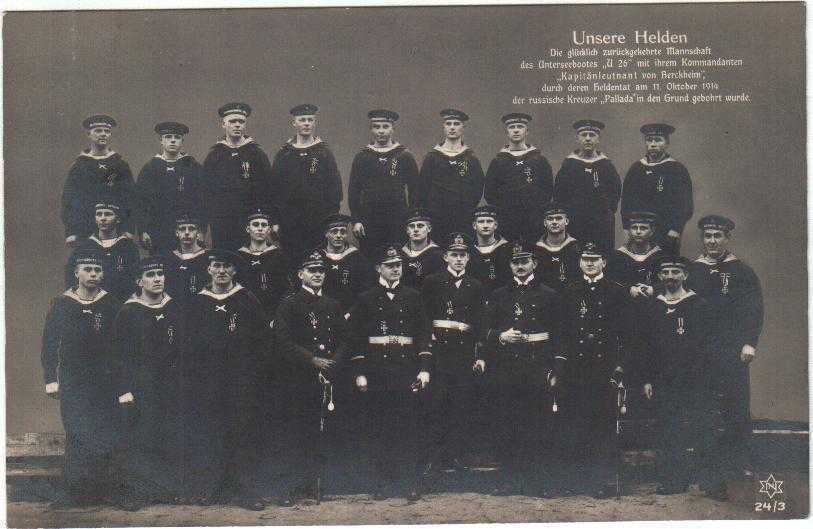
Die Mannschaft von U 26

Wenige Wochen später, am 28. Septemberjul. / 11. Oktober 1914greg., gelang es Berckheim, den russischen Panzerkreuzer Pallada mit 7.775 Tonnen am Eingang zum Finnischen Meerbusen 16,5 sm vor Russarö zu torpedieren. Dabei explodierten Munitionskammern auf dem Kreuzer, und er sank innerhalb von wenigen Minuten mit seiner gesamten Besatzung von 597 Mann. Dies war der erste Totalverlust eines Schiffes der russischen Marine im Ersten Weltkrieg.
Am 4. Juni 1915 wurde der russische Minenleger Jenissei (Yenisei) versenkt.
Am 16. August 1915 wurde das russische Minensuchboote No. I versenkt. Die Angaben in der Quelle sind hier allerdings nicht eindeutig.
Am 11. August 1915 lief U 26 von Libau zu einer Feindfahrt im Finnischen Meerbusen aus. Von dieser Fahrt kehrte das Boot nicht zurück. Am 30. August 1915 wurde es um 18:35 Uhr letztmals südwestlich von Dagerort durch das britische U-Boot E9 gesichtet. Daraufhin lief U 26 getaucht ab. Wahrscheinlich lief das Boot am 31. August, anderen Quellen zufolge am 4. September 1915, vor der finnischen Küste auf eine russische Mine und sank mit der gesamten Besatzung von 30 Mann. U 26 könnte aber auch durch eine Havarie aufgrund technischer Mängel oder menschlichen Versagens gesunken sein.
Das sehr gut erhaltene Wrack von U 26 wurde im Mai 2014 von Tauchern im westlichen Finnischen Meerbusen gefunden und identifiziert; es liegt ganz in der Nähe der Stelle, an der die Pallada versank.